# Patrice Lhôtellier
Patrice Lhôtellier   (Romilly-sur-Seine, 8 d'agost de 1966) és un tirador d'esgrima francès, ja retirat, especialista en floret, guanyador d'una medalla olímpica.
El 1988 va prendre part en els Jocs Olímpics d'Estiu de Seül, on fou sisè en la prova del floret per equips del programa d'esgrima. Quatre anys més tard, als Jocs de Barcelona, disputà dues proves del programa d'esgrima. En la prova del floret per equips fou setè, mentre en la de floret individual fou trenta-quatrè. El 2000, a Sydney, disputà els seus tercers, i darrers, Jocs Olímpics, on guanyà la medalla d'or en la prova del floret per equips.
En el seu palmarès també destaquen sis medalles en el Campionat del món d'esgrima, dues d'or, dues de plata i dues de bronze, entre les edicions de 1987 i 1999, així com una medalla de bronze en el Campionat d'Europa d'esgrima de 1994.